# Арзаматово (Чувашия)
Арзама́тово (чув. Чӑрӑшкасси, Асаматкасси) — деревня в Мариинско-Посадском муниципальном округе Чувашской Республики России. В 2004–2023 годах входила в состав Большешигаевского сельского поселения. С 2023 года входит в Большешигаевский территориальный отдел.

## География
Деревня расположена в северной части сельского поселения, строго на север от центра муниципального образования деревни Большое Шигаево. Районный центр город Мариинский Посад находится на севере от Арзаматово, на северо-западе, за крупным лесным массивом и долиной реки Цивиль — город Новочебоксарск, а за ним, далее на запад — столица республики, город Чебоксары.
Деревня окружена полями хмеля и, с трёх сторон, дубовым лесом. Открытая равнина, пересечённая оврагами, имеется лишь с востока, понижаясь в сторону русла реки Сундырки. Ближайшие населённые пункты: на юго-западе, за лесом — деревня Малое Шигаево, на юго-востоке, на другом берегу Сундырки — деревня Малое Яндуганово, на востоке — село Сотниково, на северо-западе, также за лесом — деревня Ящерино. На северо-востоке, в долине реки, разместилось несколько садовых товариществ — «Восток-2», «Цветок», «Гидростроитель», «Луч», «Восток», «Дубовское», «Дружба», «Берёзка», «Дубрава».

### Уличная сеть
Три улицы:
- Лесная
- Центральная
- Школьная[6]

## История
Жители деревни, чуваши, были государственными крестьянами (до 1866 года), занимались земледелием и колёсным ремеслом. В 1897 году в деревне открылась школа грамоты. В 1931 году в Арзаматово образован колхоз «Ядро». По состоянию на 1927 год, чувашское название деревни было — чув. Асаматкасси.
Деревня входила в состав Посадско-Сотниковской волости Чебоксарского уезда Казанской губернии, затем Чувашской АО, затем Чувашской АССР (до 1927 года). Впоследствии населённый пункт входил в состав районов: Мариинско-Посадского (с 1 октября 1927 года), Чебоксарского (с 20 декабря 1962 года), вновь Мариинско-Посадского (с 14 марта 1965 года). Деревня Арзаматово относилась в этот период к сельсоветам: Малошигаевскому (с 1 октября 1927 года), Шигаевскому (с 24 декабря 1931 года), Яндугановскому (с 11 декабря 1959 года), который впоследствии преобразовался в Большешигаевское сельское поселение без изменения состава сельсовета.

## Население
| 2010 | 2012 |
| ---- | ---- |
| 180  | ↗202 |

По данным переписи 2010 года, в деревне проживали чуваши (166 человек) и русские (13 человек).
По данным переписи 2002 года, 97 % населения составляли чуваши.
Численность населения в XVIII—XXI веках
| Год       | Численность, чел. | Мужчины, чел. | Женщины, чел. | Число дворов (домохозяйств) |
| 1782—1783 | н/д               | 50            | н/д           | н/д                         |
| 1858      | 237               | 118           | 119           | н/д                         |
| 1897      | 355               | 178           | 177           | н/д                         |
| 1926      | 470               | 236           | 234           | 94                          |
| 1939      | 525               | 253           | 272           | н/д                         |
| 1979      | 373               | 155           | 218           | н/д                         |
| 2002      | 199               | 97            | 102           | 85                          |
| 2010      | 180               | 89            | 91            | 75                          |

## Известные уроженцы
- Краснов, Валерий Васильевич — министр внутренних дел по Республике Марий Эл в 2003—2008 годах[10][11]

## Инфраструктура
- Жилой фонд — 127 индивидуальных домов общей площадью 5842 кв. м.
- Населённый пункт электрифицирован.
- Магазин районного потребительского общества[2].
- СХПК «Восток» (по состоянию на 2010 год)[1].